# ローイクラトン

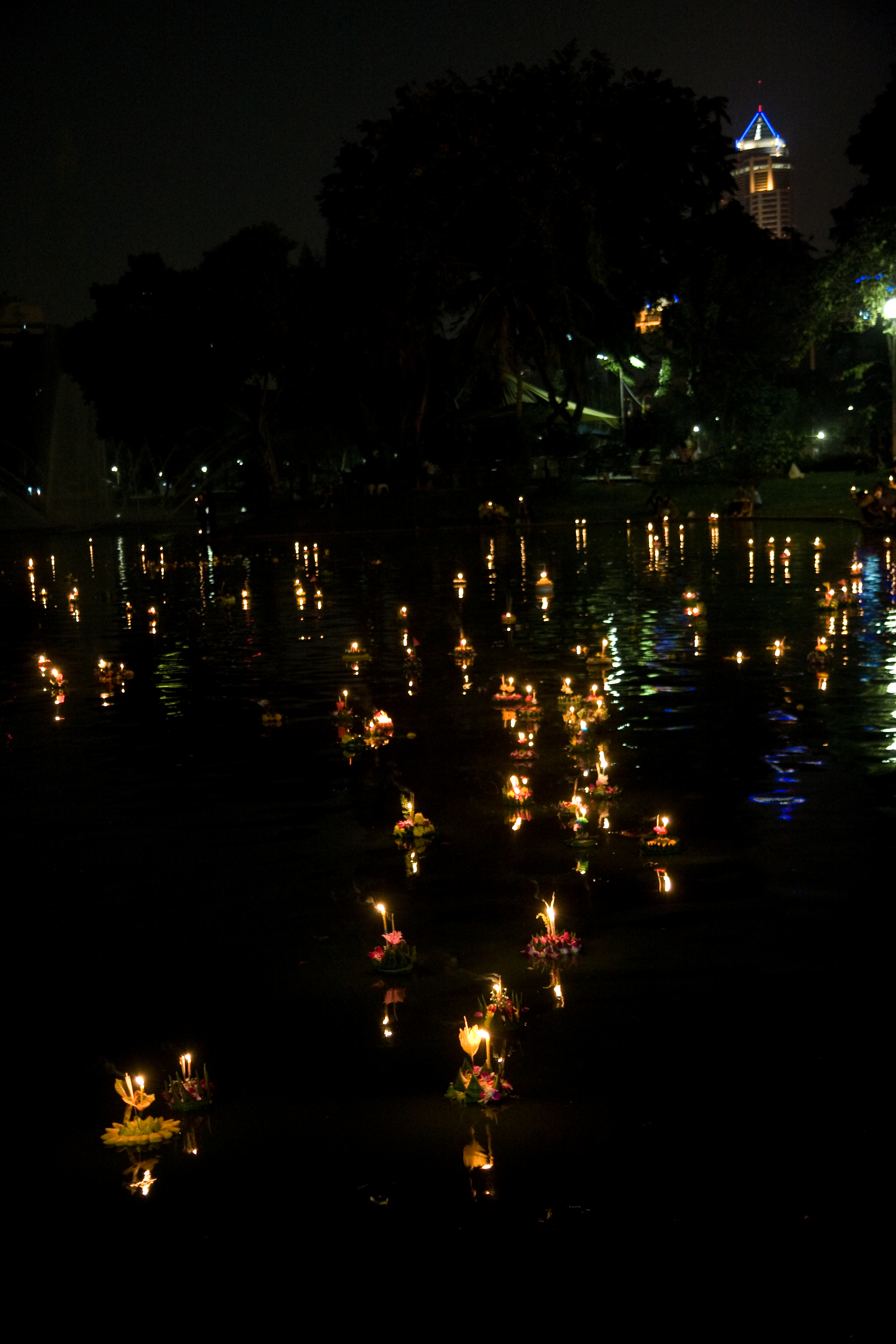
ルンピニー公園（バンコク）のローイクラトン

ローイクラトン(เทศกาลลอยกระทง, Loy Krathong)は、ロイクラトンまたはバスケツト流しといい、タイ王国全土で陰暦12月の満月の日を中心に開催される祭り。毎年11月頃に行われる。

## 概要
農業の収穫に感謝し、水の女神コンカーに祈りをささげ、罪を謝罪し、自らを清める祭りである。紙やバナナの葉で作った灯篭を川に流す。バンコク、スコータイ、チェンマイ、ターク、アユタヤにおけるイベントが有名である。毎年この時期が近づくと、灯篭流しに使用されるグッズが、スーパーを始め至るところで売られ始める。ローイクラトンはソンクラーンと並んでタイを代表する祭りである。ソンクラーンと同様にローイクラトンにも童謡のような歌がある。
日本人からはタイの仏教に由来するお盆の精霊流しと誤解されることがあるが、もとは上座部仏教の行事ではない。

## イーペン祭り
タイ北部では、ロイクラトンのことを「イーペン祭り」(ยี่เป็ง) と呼ぶ。チェンマイは全国の中でも珍しく2日間にわたって祭りが行われる。 暦に記された日は「小クラトンの日（กระทงเล็ก）」と呼ばれ、その翌日が「大クラトンの日（กระทงใหญ่）」とされる。川にクラトンを流すだけでなく、花火や爆竹を楽しむ祭りでもある。
小クラトンの夜には、無数のコームローイ（熱気球のような灯籠）が夜空に放たれ、忉利天にあると信じられる戌年にまつわる仏塔への供養と祈りが捧げられる。 大クラトンの日には、チェンマイ旧市街のターペー通りにて、全長二キロ以上に及ぶ壮麗なパレードが繰り広げられ、祭りは最高潮を迎える。

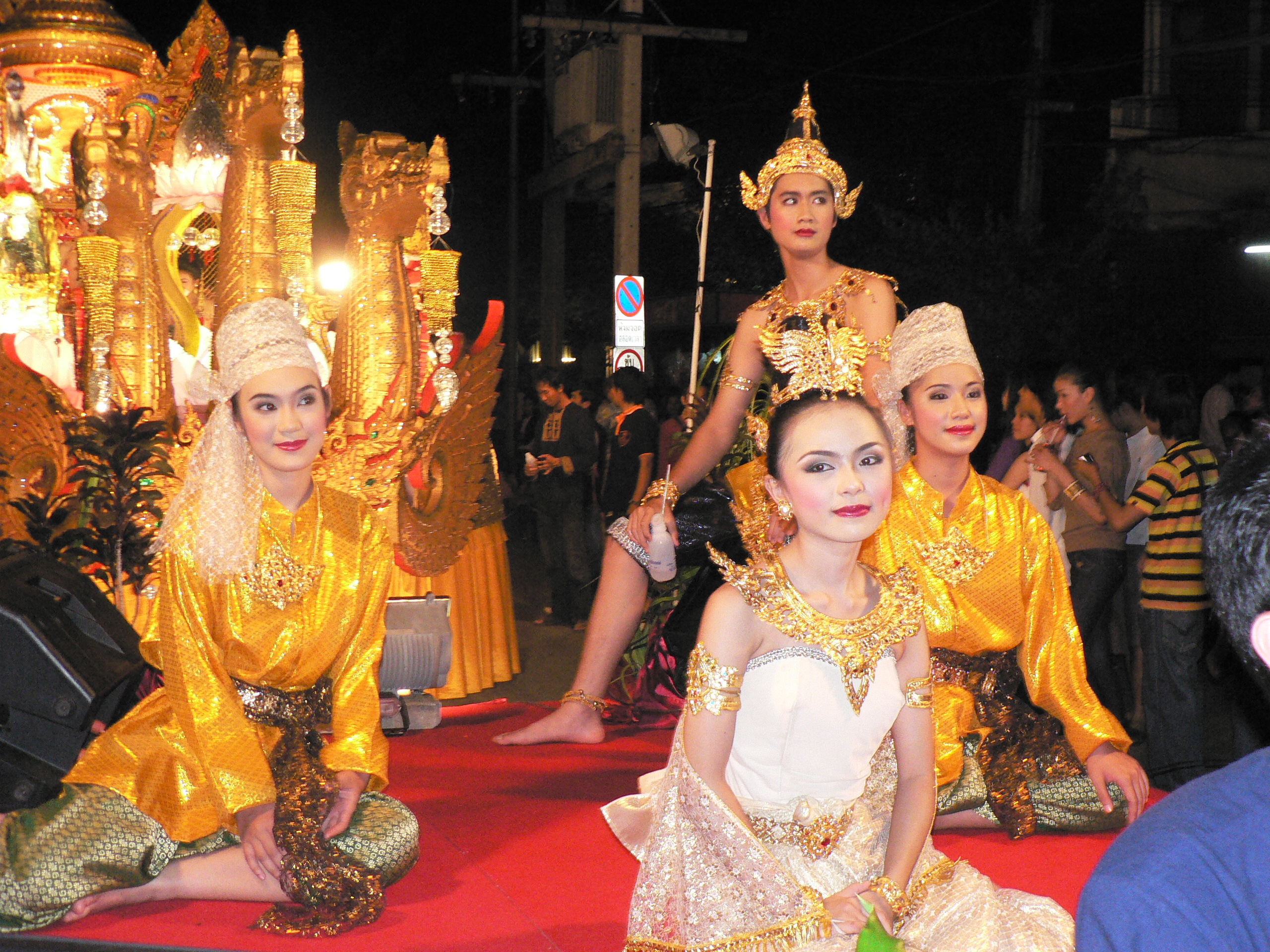
チェンマイの灯篭パレード（2005年）
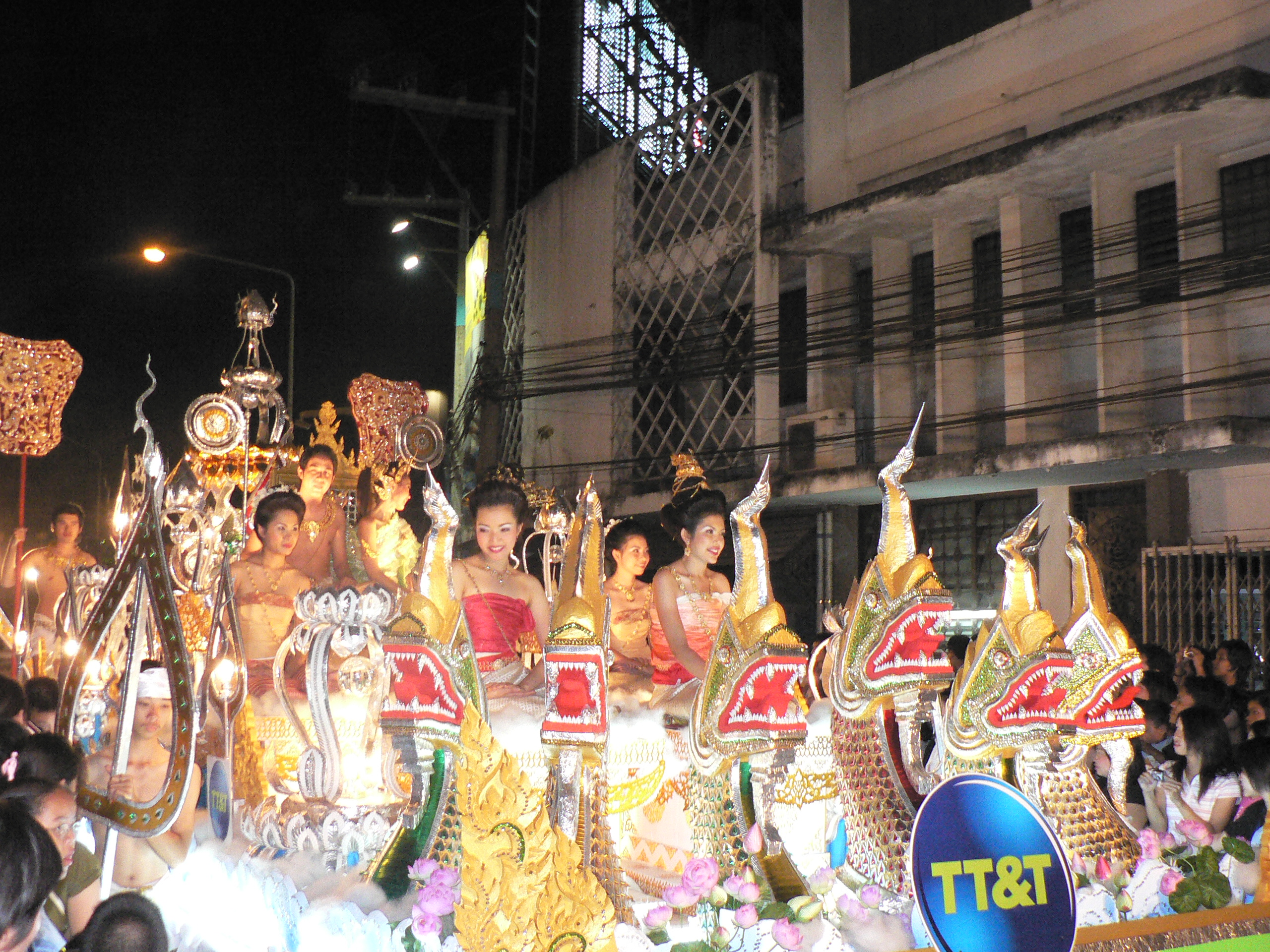
灯篭パレード
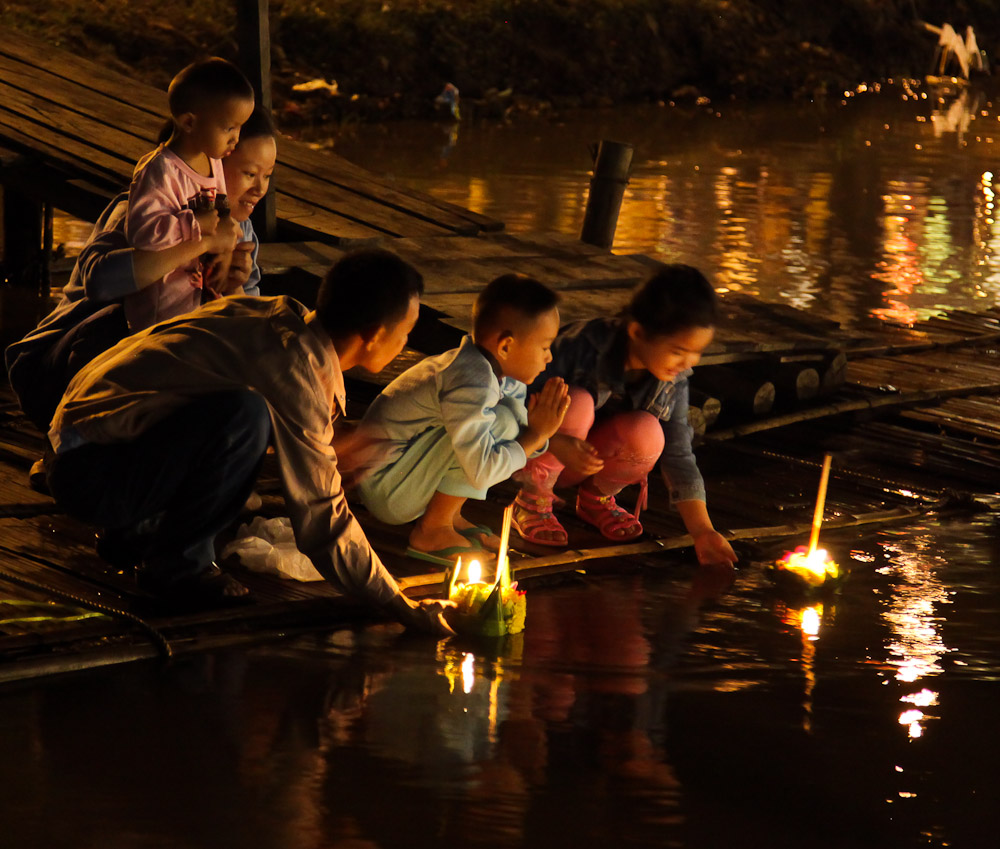
チェンマイで灯篭を流す風景
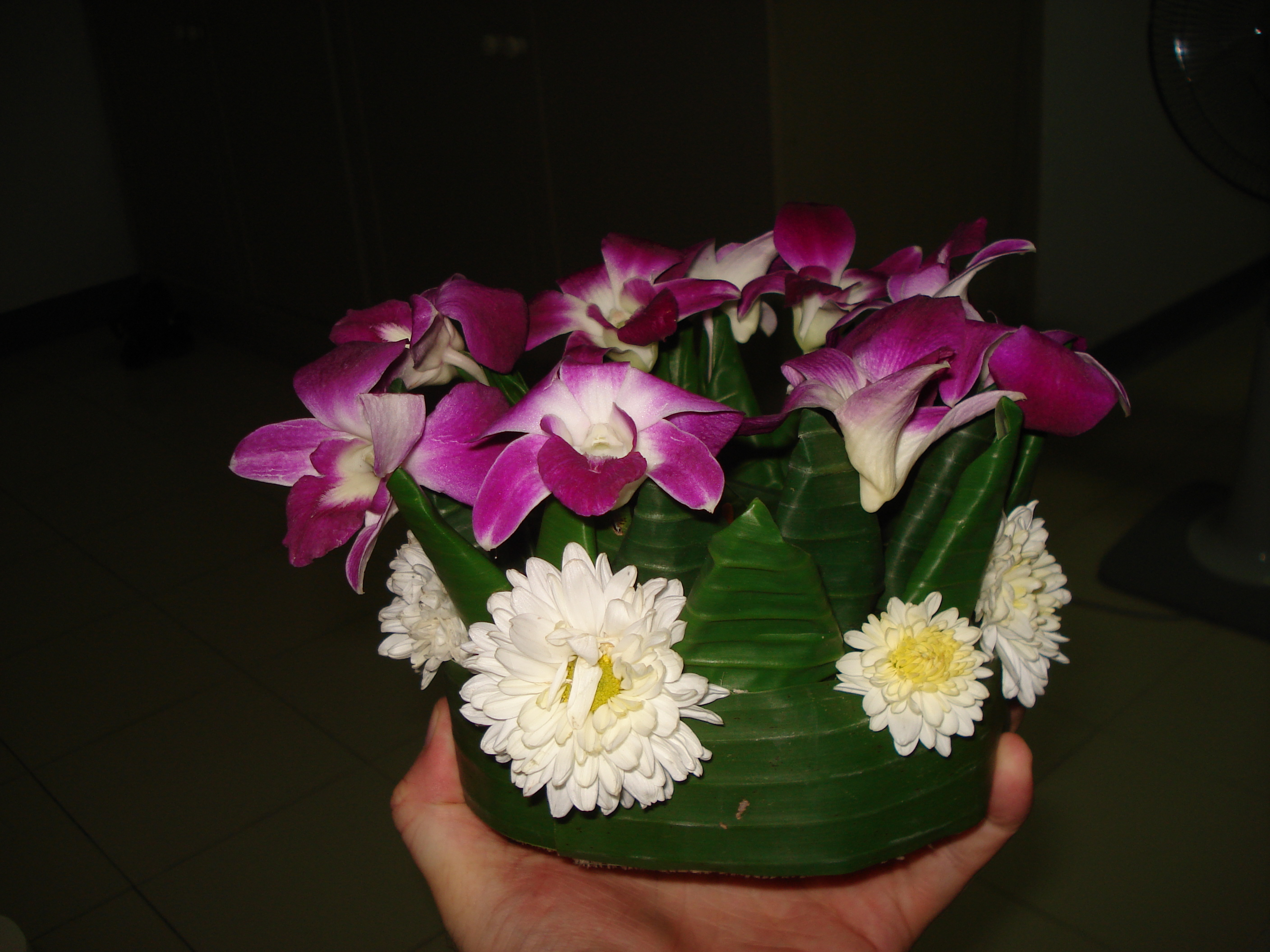
手作りの灯篭
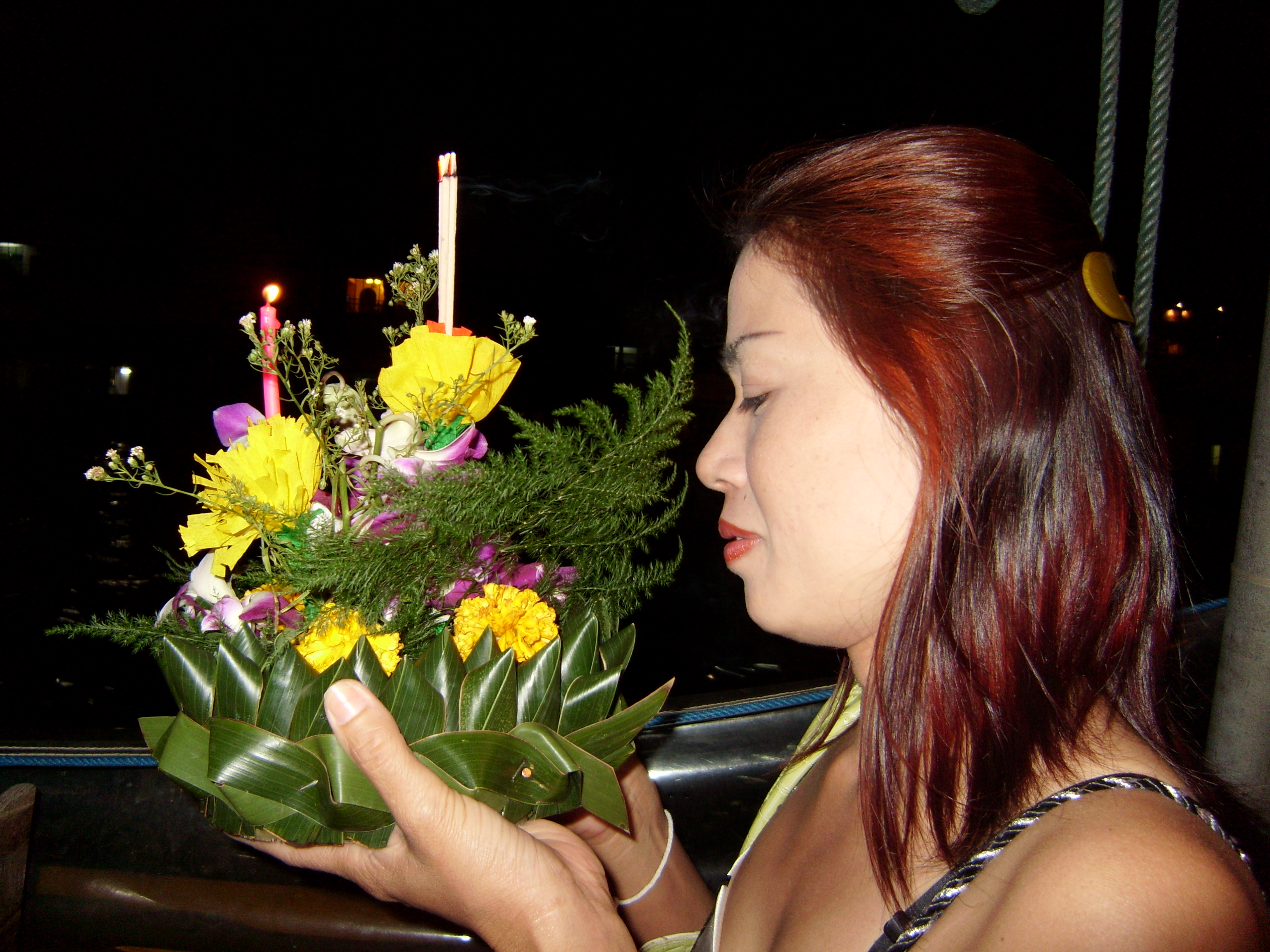
灯篭を持った女性
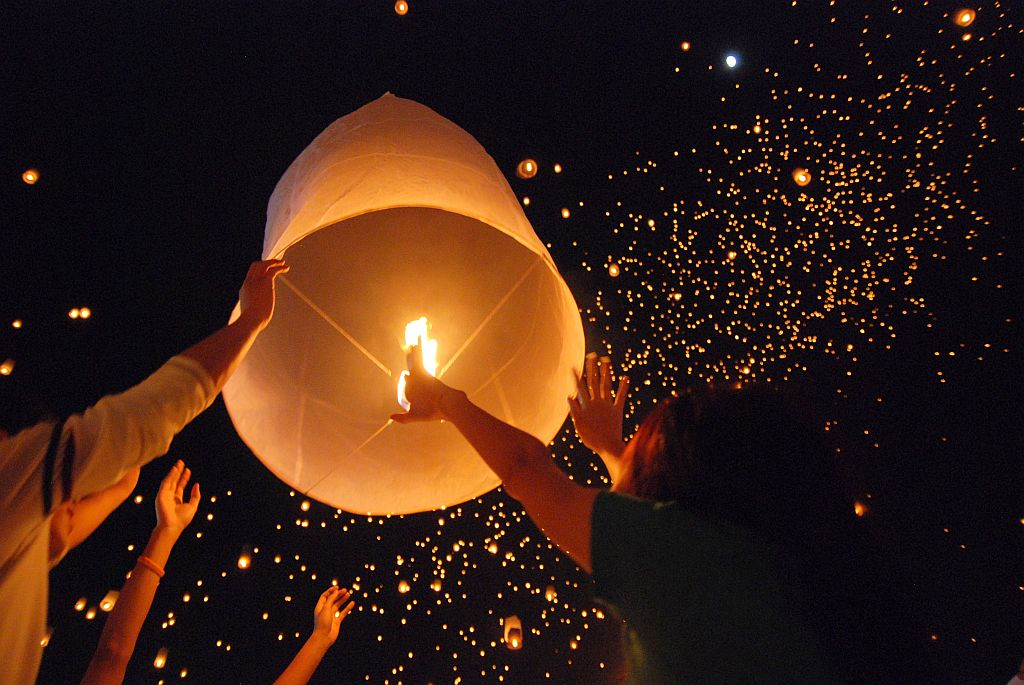
コムローイに火をつける
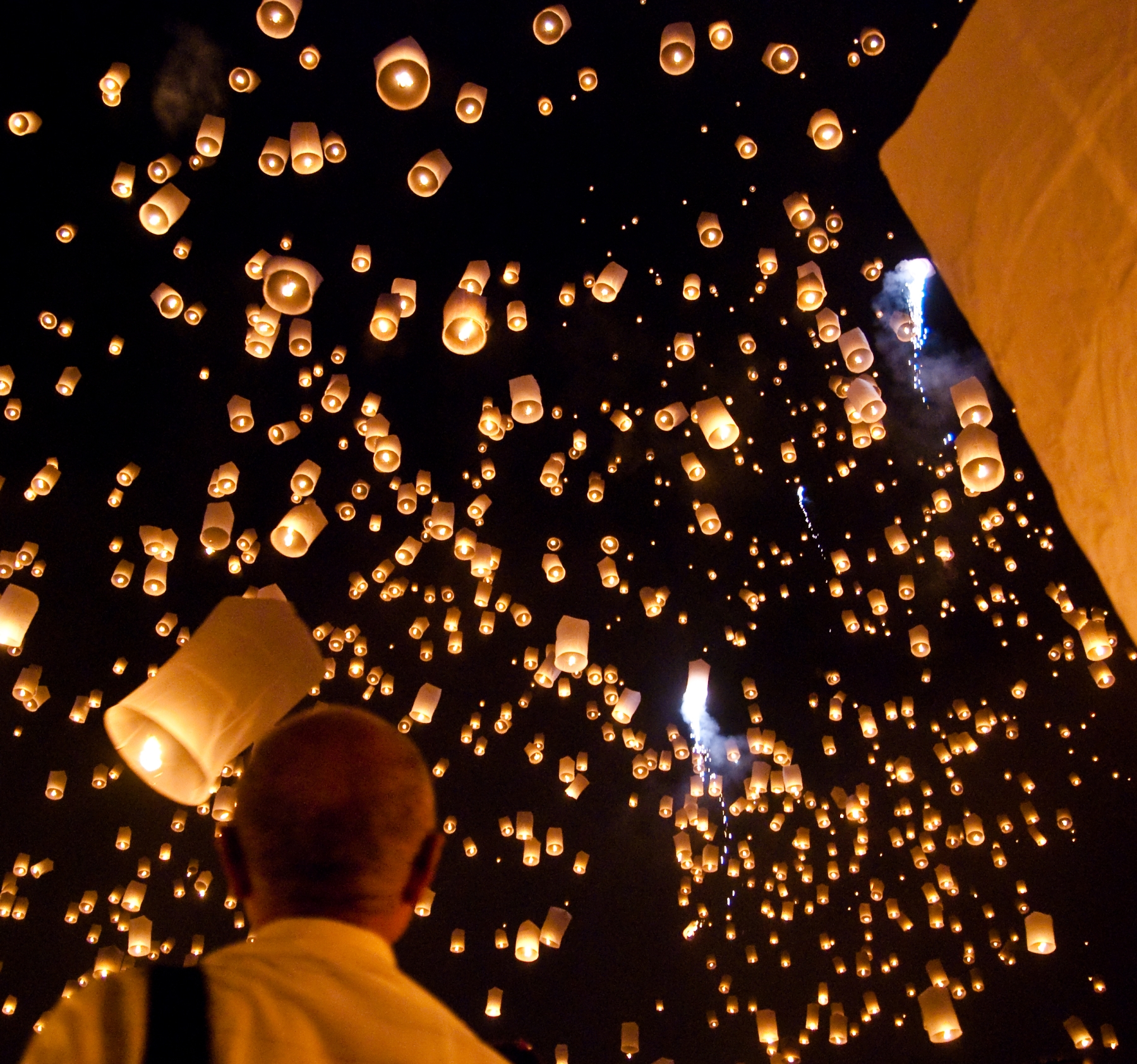
コムローイが空を舞う

## ローイクラトン日
| 生肖 | 予定日         | 予定日         | 予定日         | 予定日         |
| ---- | -------------- | -------------- | -------------- | -------------- |
| 子   | 1996年11月24日 | 2008年11月12日 | 2020年10月31日 | 2032年11月17日 |
| 丑   | 1997年11月14日 | 2009年11月2日  | 2021年11月19日 | 2033年11月6日  |
| 寅   | 1998年11月3日  | 2010年11月21日 | 2022年11月8日  | 2034年11月25日 |
| 卯   | 1999年11月22日 | 2011年11月10日 | 2023年11月27日 | 2035年11月15日 |
| 辰   | 2000年11月11日 | 2012年11月28日 | 2024年11月15日 | 2036年11月3日  |
| 巳   | 2001年10月31日 | 2013年11月17日 | 2025年11月5日  | 2037年11月22日 |
| 午   | 2002年11月19日 | 2014年11月6日  | 2026年11月24日 | 2038年11月11日 |
| 未   | 2003年11月8日  | 2015年11月25日 | 2027年11月13日 | 2039年10月31日 |
| 申   | 2004年11月26日 | 2016年11月14日 | 2028年11月1日  | 2040年11月18日 |
| 酉   | 2005年11月16日 | 2017年11月3日  | 2029年11月20日 | 2041年11月8日  |
| 戌   | 2006年11月5日  | 2018年11月22日 | 2030年11月9日  | 2042年10月28日 |
| 亥   | 2007年11月24日 | 2019年11月11日 | 2031年11月28日 | 2043年11月16日 |